# Міфологія

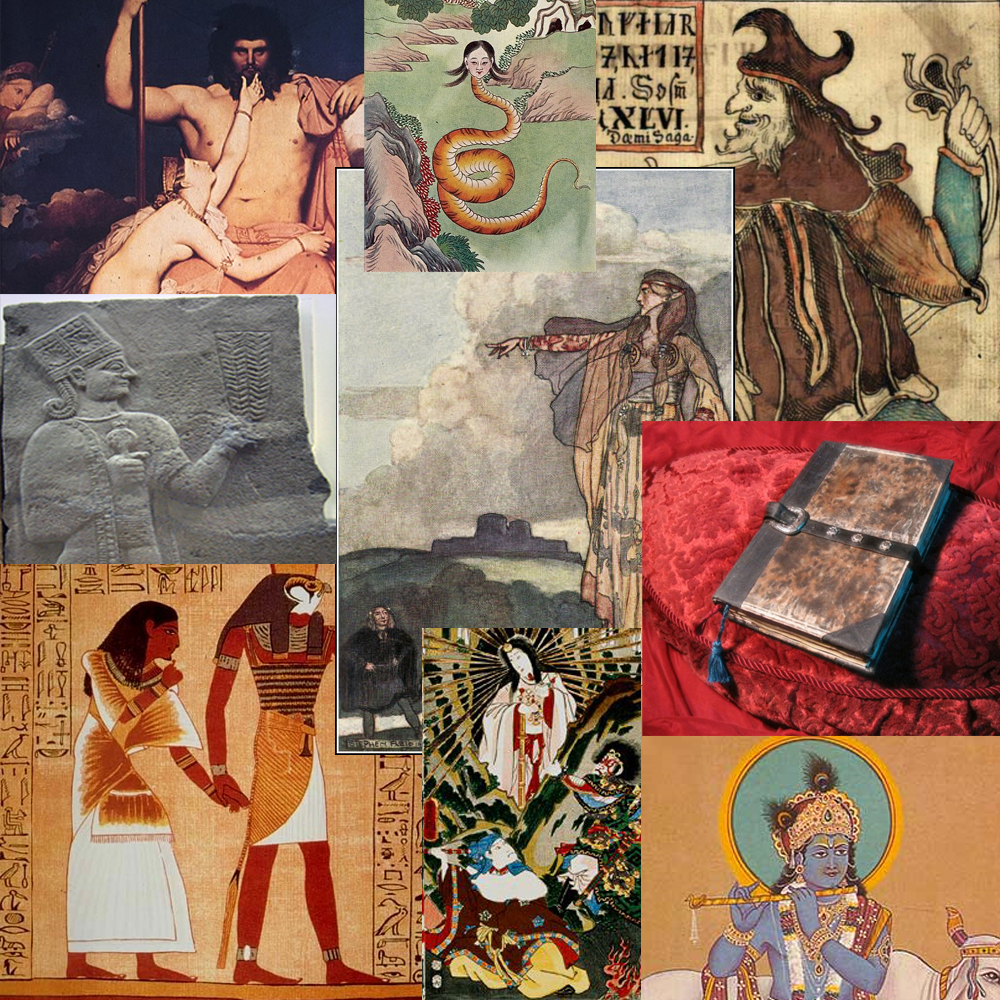
Персонажі й артефакти міфологій різних народів світу

Міфоло́гія, або мітоло́гія, (грец. μυθολογία від μῦθος — переказ та λόγος — слово; виклад стародавніх сказань, переказів) — сукупність пов'язаних міфів певних людських спільнот. Архаїчні міфи здебільшого елементарні за змістом, позбавлені зв'язної фабули та не утворюють чітких міфологій. З розвитком суспільств міфи перетворюються на розгорнуті розповіді, пов'язуються один з одним, утворюючи цикли. Сукупність міфів складає основу міфологічного світогляду, який притаманний як для первісного суспільства, так і для, певною мірою, сучасного.
Прийнято розрізняти вищу міфологію, яка є результатом цілеспрямованої міфотворчості служителів культу чи представників влади, включає міфи про богів, створення світу, соціальний устрій, і нижчу, поширену серед народних мас, яка пояснює світ і місце людини в ньому на побутовому рівні.
Міфології в різних аспектах вивчаються релігієзнавством, етнографією, культурологією, філософією, літературознавством, лінгвістикою. У такому разі під міфологією також розуміється наукове вивчення міфів.

## Міфологія в суспільстві

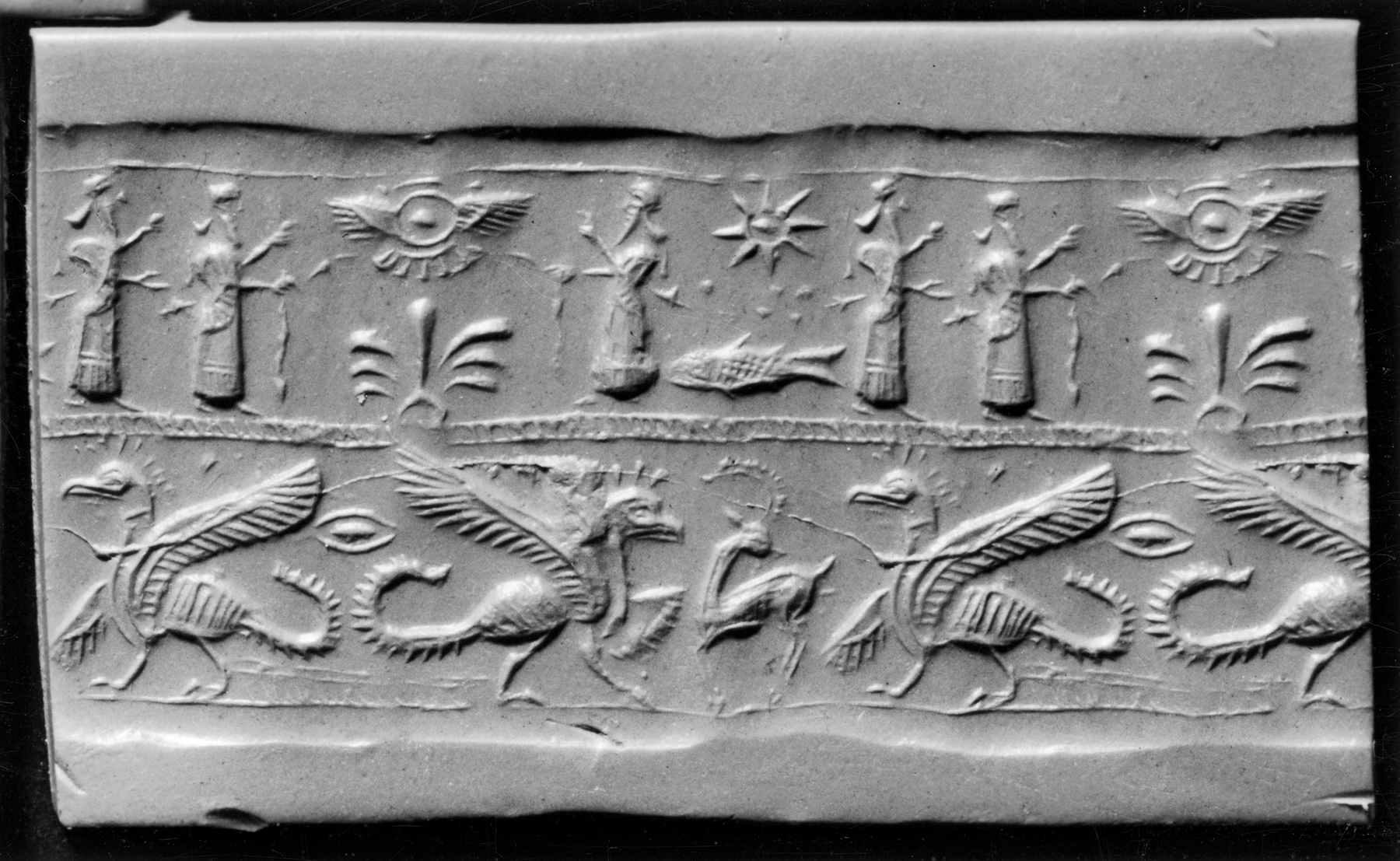
Давня міфологія символічно пояснювала світ через міфи (месопотамська печатка)

### Первісна міфологія

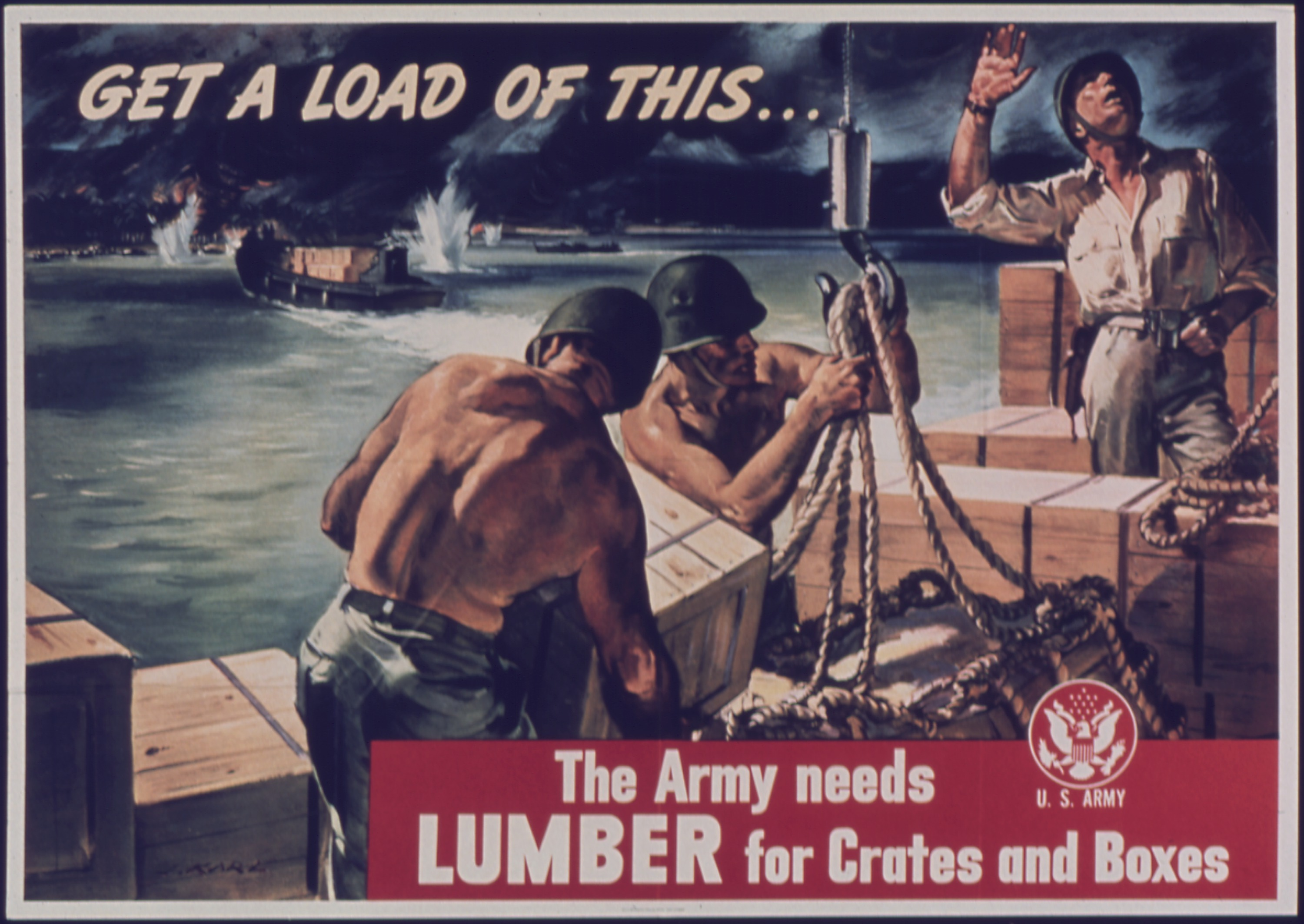
Політична міфологія спрямовує суспільство на досягнення заданих цілей (американський плакат "Армії потрібне дерево")

Міфологія первісних суспільств у сучасній науці розглядається як система пояснень (за допомогою конкретних міфів) світобудови, місця людини в ній, подібно до того, як для сучасного суспільства притаманне наукове пояснення. Так, за словами Клода Леві-Строса «…в міфологічному мисленні працює та ж логіка, що й у мисленні науковому, і людина завжди мислила однаково добре».
Будучи логічною, але символізованою, міфологія для суб'єкта міфологічного мислення постає реальністю. У первісних суспільствах притаманна їм міфологія виконувала ряд соціальних функцій, була базою, на якій вибудовувалася вся система соціальних відносин, задаючи цінності, правила, поняття про добре і зле, гідне і негідне.
У процесі ускладнення соціального, економічного й політичного життя суспільства, міфологія втрачала становище домінуючої системи пояснення світу. Врешті це призвело до появи розвинених релігійних систем, а потім раціоналістичних форм пояснення світу — філософії та науки. Втім, це не означає витіснення міфології, вона лишається присутньою в культурі як система пояснень світу й організації життя суспільства. Так, міфологія структурує релігійні образи у свідомості людини та слугує необхідною складовою релігійної системи. Також окремі міфи й міфології стають основою для фольклорних традицій, художньої творчості.

### Сучасна міфологія
У техногенній цивілізації існує як видозмінена міфологія архаїчного типу, так і власна. До проявів архаїчної міфології в сучасній культурі зараховують віру в паранормальні явища, НЛО, псевдонаукові вчення та теорії змови. В умовах урбанізації розвивається міська міфологія, представлена міськими легендами. При зіткненні з новою областю непізнаного наука породжує свої «гносеологічні» міфи (відкриття марсіанських «каналів», питання про поширеність життя у Всесвіті), які використовує художня творчість, зокрема фантастика.
Системи вірувань, що обґрунтовують і виправдовують панівний або бажаний устрій держави, спрямовують суспільство на досягнення заданих політичних цілей, називаються політичною міфологією. Також виділяються рекламна, корпоративна міфологія.
У контексті художньої творчості сучасна міфологія позбавилася вираженої сакральности, проте навколо окремих творів можуть утворюватися своєрідні культи (наприклад, джедаїзм). Системи вигаданих міфів, до прикладу, міфи Ктулху, також називаються міфологіями або вигаданими чи авторськими міфологіями.

## Міфологічна свідомість
Міфологічна свідомість є формою суспільної свідомости, яка сприймає міф як істину і на його основі вибудовує світогляд та різні сфери життя людей. Через міф людина отримує пояснення походження речей, явищ, обґрунтування певних поглядів, так чи інакше «проживає» міф як реальність під час його сприймання.
|                                              | Міф — найнеобхідніша — прямо потрібно сказати, трансцендентально-необхідна — категорія думки й життя; і в ній немає рівно нічого випадкового, непотрібного, довільного, вигаданого або фантастичного. Це — справжня й максимально конкретна реальність. Міф — не ідеальне поняття, і також не ідея й не поняття. Це є саме життя. Для міфічного суб'єкта це є справжнє життя, з усіма її надіями й страхами, очікуваннями й розпачем, з усією її реальною повсякденністю й чисто особистою зацікавленістю. |
| — Олексій Федорович Лосєв, «Діалектика міфу» | |

Міфологічна свідомість характеризується протистоянням науковій раціональности, безпосередністю, невідрефлектованістю світосприймання, що, з одного боку, робить міф вразливим для раціональної критики, з іншої же — виводить його із простору такої (звідси стійкість міфологічних уявлень і труднощі боротьби з ними; для раціонального переконування людина уже повинна допустити, що міфологічне пояснення того, що відбувається, не є єдино можливим і може виявитися недостовірним). міфологеми стійкі в часі й у різних культурних і соціальних умовах дають різні маніфестації. міфу протистоїть як наукова раціональність, так і раціональність богословська, властива теїстичним релігіям. Тому не можна ототожнювати міф і релігію, хоча, наприклад, деякі форми релігійності (так звана «народна релігійність») зі сфери теологічно відрефлектованої релігії переходять в область міфології й вторинного міфологічного осмислення догматів, ритуалів, інших релігійних практик.
Звідси виникає актуальність міфологічної свідомості для будь-якої культурної епохи, змінюється лише ступінь її соціальної престижності й сфера поширення. Постійною областю реалізації міфологічної свідомості є повсякденність, де побутування старих і генерування нових міфів є постійним й інтенсивним. Ця міфологія виражається в сучасному фольклорі (міський фольклор, пов'язаний з міською міфологією, псевдорелігійний фольклор, що відображає міфологічну інтерпретацію релігії, професійний фольклор, пов'язаний із професійною міфологією й т. д.). Професійна міфологія є важливою частиною професійної культури поряд із професійною етикою. Побутова міфологія існує по досить старих міфомагічних принципах, наприклад, змішання каузальної й просторово-тимчасової суміжності (звідси походить маса марновірних практик-прикмет, «щасливих», «нещасливих» і ін.). Страхи, включаючи масові, також обумовлені не раціональним аналізом їхніх можливих причин, а міфологічним осмисленням того, що відбувається, й актуалізацією міфологем (наприклад, міфологеми катастрофи).

## Типові характеристики міфологічного світогляду
У соціальних спільнотах, де поширений певний міф, він вважається правдивою історією про події, що мали місце у минулому. Більшість спільнот має два види традиційних історій: «справжні історії» — міфи та «вигадані історії» — байки чи казки. Історія міфу зазвичай відбувається у прадавні часи, коли світ не був таким, яким він є зараз (так званий «міфологічний час»), і пояснює яким саме чином він став таким як тепер, та як виникли ті чи інші предмети, звичаї, соціальні норми, соціальні інститути чи табу. Головними героями міфів зазвичай є боги, надприродні істоти, герої і люди. Як священні історії, міфи задають суспільні норми, тому часто схвалювалися правителями, або священиками, чи людьми, які мали справу з релігією та сакральними практиками.
Для первісного міфу характерні такі риси:
- Синкретизм — людина з таким світоглядом сприймає світ як первісно нерозрізнений, цілісний попри його протилежності.
- Символізм — міфи завжди глибоко символічні, мають не лише буквальне, але й опосередковане значення.
- Генетизм — походження одних речей і явищ від інших, де старе є ціннішим, ніж нове; основне питання — хто кого породив.
- Тотемізм — спорідненість людей з певними рослинами чи тваринами, походження від них і отримання покровительства.
- Анімізм — віра в існування душі й духів, які керують матеріальним світом.
- Фетишизм — віра в речі з магічними силами.
- Магія — віра у вплив на світ за допомогою символів, ритуалів, часто за посередництва надприродних сил.[27]

## Вивчення міфології
Міфологічні уявлення існували на певних стадіях розвитку практично у всіх народів світу. Це підтверджується як вивченням історії, так і вивченням архаїки сучасних народів, у кожного з яких існує той або інший вид міфології.
Перші спроби систематичного вивчення міфів здійснювалися античними філософами: Платоном, Апполодором, Каллімахом, Евгемером. Так Евгемер вважав, що міфи є оповідями про давніх царів, перебільшено зображених як боги і герої. У XVI столітті англійський філософ Френсіс Бекон в трактаті «Про мудрість древніх» здійснив спробу розшифрувати грецькі міфи як алегорії, у яких відображена світобудова. У першій третині XVIII століття італійський філософ Джамбатіста Віко в трактаті «Підстави нової науки» тлумачив міфи як прояв головуючого естетичного начала над розумовим в процесі осягнення таємниць буття.
Французькі просвітителі Вольтер, Дені Дідро, пояснювали міфологію як результат невігластва первісних людей у спробах пояснення влаштування світу. Гердер розумів міфологію як народну мудрість, представлену в поетичній формі.
Фрідріх Шеллінг досліджував міфи як феномен, що займає проміжне місце між мистецтвом і природою. За теорією братів Грімм, міфи й казки є відображеннями народного духові, однією з найдавніших форм творчости.
У другій половині XIX століття сформувалися два основних напрямки у вивченні й тлумаченні міфів та міфологій:
- Натуралістичний — тлумачив міфи як результати спостереження первісних людей за природою і обожнення її, наслідки нерозвиненості давнього мислення. Метеорологічна школа в цьому напрямі пояснювала міфи як історії про природні явища, зображені як боги, подвиги і поразки яких метафорично зображуються в міфові як зміна календарних циклів. Макс Мюллер вперше зробив спробу лінгвістичного аналізу текстів індоєвропейської мовної сім'ї і припустив, що міф виник в результаті нерозвиненості первісної мови («хвороби мови»). За його дослідженнями, первісне знання про світ поступово спотворювалося, породжуючи нелогічності й суперечності в подальших переказах, які стали міфами. Представники натуралістичного напряму: Олександр Афанасьєв, Федір Буслаєв, Олександр Потебня, Франц Фелікс Адельберт Кун, В'ячеслав Шварц, Макс Мюллер.
- Антропологічний — виник в результаті розвитку порівняльної етнографії, зіставлення архаїчних племен з цивілізацією, тлумачив міфи як пояснення світу, що обов'язково виникають на певних етапах розвитку культури, а пізніше і як обов'язкову складову культури будь-якої епохи. Так Едвард Тайлор у роботі «Первісна культура» висунув думку, що виникнення міфологій є результатом спостережень і умовиводів взаємозв'язків людини і природи. Таким чином міфологія є первісною наукою. Джеймс Фрейзер розумів міфи як залишки первісного ритуалу, здійснюючи який люди сподівалися безпосередньо вплинути на природу. Російський філолог Олександр Веселовський розробив теорію «бродячих сюжетів», які є причиною подібності ритуалів і, як наслідок, міфів. Функціональна школа, заснована англійським етнографом Броніславом Малиновським, пояснювала міф як необхідну складову життя суспільства, що виконує суто практичні функції забезпечення безперервності племінної культури і задання норм. Соціологічна школа сформувалася Емілем Дюркгеймом, котрий вважав, що міфологія слугує для забезпечення цілісності суспільства. Ернст Кассірер, автор символічної теорії міфу, розумів міфологію як символічну форму культури, зокрема і сучасної. За його вченням, у міфові конкретні предмети можуть ставати символами інших предметів і явищ, породжуючи особливий тип мислення, в якому думки суспільства переважають над особистими, виступаючи в персоніфікованій формі. Французький етнолог Клод Леві-Строс висунув і обґрунтував структуралістську теорію міфу, за якою міфологія є результатом початкових узагальнень, класифікацій і логічного аналізу. Зигмунд Фрейд, Карл Густав Юнг та Джозеф Кемпбелл вбачали у давніх та новітніх міфах прояви несвідомого мислення[29].

За версіями прихильників теорії палеоконтактів, яка оформилася в другій половині XX століття, міфи — це історії про події, що реально відбувались і зберігають відомості про діяльність на Землі іншопланетян. Сучасним прикладом міфів в такому вияві є «культ карго».

## Різновиди міфів
Окремі міфи міфологій об'єднуються в групи або класи, залежно від основного сенсу або мотиву. Єдиної загальноприйнятої класифікації міфів не існує, оскільки їх поділ умовний. Класифікації створюються для зручності вивчення міфу, для відтворення цілісної картини світу, яку задавала конкретна міфологія. Найбільш поширеною є класифікація Єлезара Мелетинского, який виділяє такі різновиди міфів:
- Етіологічні (пояснювальні) — пояснюють виникнення різних природних і культурних явищ, наприклад, для чого слід виконувати конкретні ритуали, як виникли знаряддя праці або чому люди смертні. У широкому розумінні всі міфи є етіологічними.
- Космогонічні — оповідають про походження Космосу, світу, і його впорядкування.
  - Астральні — оповідають про походження небесних світил (зірок, планет), Чумацького шляху, сузір'їв.
  - Солярні та лунарні міфи — розповідають про походження і функції Сонця та Місяця.
- Антропогонічні — міфи про появу людини.
  - міфи про близнюків — розповідають про діяння близнюків, котрі або протистоять один одному, або дружать, вершачи подвиги і добуваючи культурні блага. Близнюками в такому випадку можуть бути боги або інші істоти, причетні до появи людей і їхнього розвитку.
- Тотемічні — про тотемних предків-покровителів (тварин або рослин).
- міфи про вмираючого й воскресаючого бога (героя, звіра) або календарні міфи, які розповідають про циклічні зміни в світі, найчастіше сезонні.
- Героїчні міфи — про діяння героїв, облаштування ними світу для життя людей, добування/створення культурних благ.
- міфи про непорочне зачаття і чудесне народження — виділяються як у самостійну групу, так і мотив у міфах інших груп.
- міфи про всесвітній потоп — про потоп, як правило кару богів, в ході якого рятується невелика група людей, гідних започаткувати нове людство.
- Есхатологічні — оповідають про майбутній кінець світу і його відродження[29].

## Основні міфологічні системи

### Міфологія Межиріччя й Близького Сходу

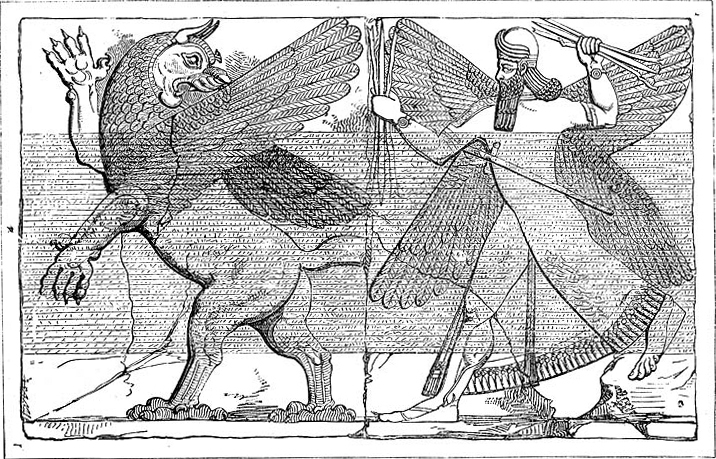
Мардук вбиває Тіамат, щоб створити з її тіла небо і землю

Цивілізація Шумер, що з'явився в Межиріччі ще в V тис. до н. е. є найдревнішою з відомих нам. Відомості про Шумер дійшли до нас завдяки винаходу ними клинопису. Шумери були стороннім народом, не родинним сусіднім народам Межиріччя, але поступово вони поширили свою культуру на сусідні держави. Із шумерською міфологічною системою пов'язується західносеміфська або ханаанська, яка в свою чергу вплинула на аравійську.
Шумерський епос, який дійшов до нас, називається «Епос про Гільгамеша» — збори шумерських міфів, пізніше перекладених на аккадську мову. Таблички з епосом були знайдені в бібліотеці царя Ашшурбанапала. В епосі розповідається про легендарного царя Урука Гільгамеша, його друга дикуна Енкіду і про пошуки секрету безсмертя. Одна із глав епосу, історія Утнапіштіма, який врятував людство від всесвітнього потопу, повторюється в біблійній історії про Ноїв ковчег. Відомий також шумеро-аккадський космогонічний епос «Енума Еліш», також знайдений у бібліотеці Ашшурбанапала, що містить космогонічні міфи Межиріччя, а також Енума Ану Енліль, серія клинописних табличок, складена на рубежі II—I тис. до н. е., що містить близько 7000 астрологічних ознак, зібраних за тисячолітній період спостережень.
Як говорить ця міфологія, на початку був лише прісний океан Абсу і його дружина, солоний океан Тіамат, які змішуючись, породили богів. Абсу вирішив позбутися галасливих дітей, та один з них, Еа (Енкі) вбив батька і разом з богинею Дамкіною породив Мардука. Той знищив військо Тіамат на чолі з Кінгу, а її саму, в подобі чудовиська, убив і зробив з частин її тіла небо і землю, а з крови Кінгу — людей, щоб вони служили богам. Еа з Енлілем впорядкував землю, навчив людей будувати міста і сіяти зерно. Енліль за зґвалтування Нінліль був скинутий до нижнього світу, після чого став насилати звідти хвороби, посухи та інші лиха.

### Антична міфологія

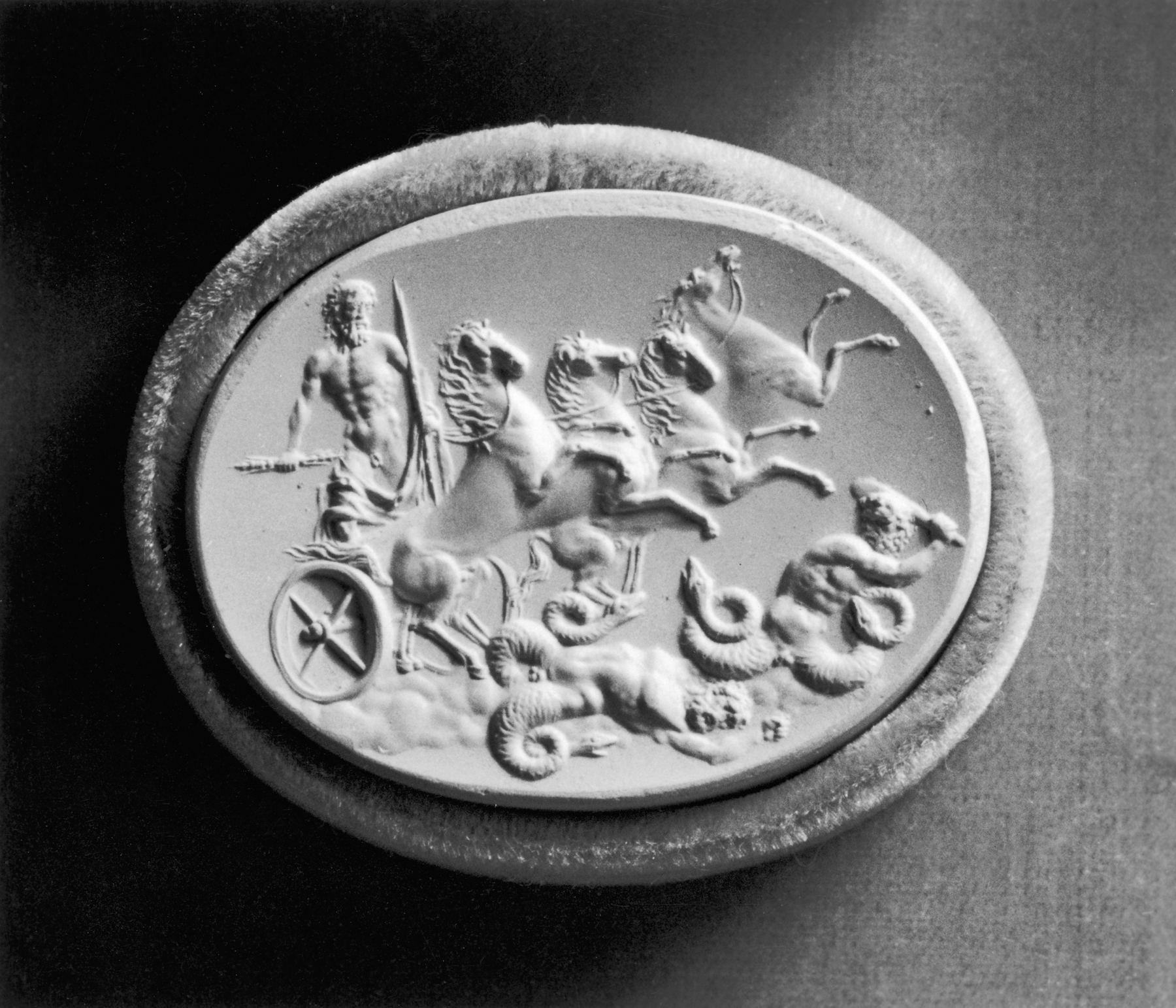
Битва Зевса проти гігантів (Гігантомахія)

Давньогрецька міфологія є найбільшою й добре вивченою завдяки багатьом творам, що дійшли до нас в оригіналі із часів Древньої Греції, але ці твори не є оригінальними міфами. Історія Грецької міфології сходить до Елладського періоду, тим часам, коли на території Греції ще жили пелазги, пізніше витиснуті ахейцями й дорійцями, які прийшли з материка. В 12 столітті до н. е. греки втратили свою древню писемність, а алфавітний лист з'явився лише в 8 столітті до н. е. Тому навіть такий древній автор як Гесіод лише записував міфологію, що мала багатовікові коріння. Основні боги існували вже в Елладській цивілізації, але подробиць про міфологію цього періоду не збереглося.
У грецькій міфології, порівняно зі східними, мало культових та космогонічних міфів, існує антропоцентризм. Боги віддалені від природних явищ, з якими асоціюються, і проявляють людські слабкості, підкорюються долі. Значне місце займають герої, котрі зазвичай є дітьми богів і людей, і проявляють не лише силу та безстрашшя, а і розум.
Давньогрецька міфологія описувала виникнення світу через появу бога Урана (неба) і богині Геї (землі) з хаосу. Вони породжували богів титанів, гігантів кіклопів і гекатонхейрів, але Уран зненавидів дітей і ховав їх в глибинах землі. Гея підмовила свого сина Кроноса оскопити Урана й покласти край його плодючости. Кронос таким чином позбавив батька влади, але за пророцтвом Геї він сам буде скинений своїм сином. Щоб уникнути такої долі, Кронос пожирав своїх дітей, але Гея сховала від нього Зевса. Той визволив своїх братів і сестер з черева батька і разом з ними виступив проти Кроноса та титанів у битві титаномахії. Зевс ув'язнив батька в Тартарі під землею. Титан Прометей створив людей, навчив їх ремеслам, за що був прикований до скелі. Його брат Епіметей взяв в дружини Пандору, яка відкрила скриньку, куди боги сховали всі лиха світу. Так закінчилася Золота доба і відтоді світ гіршає, повсюди панують чвари, люди мало живуть, слухаючись сили, а не закону. Зевсу судилося бути скинутим своїм сином, та Прометей відкрив це Зевсу і той уникнув долі та в нагороду звільнив титана при допомозі героя Геракла.
Римська міфологія має безліч паралелей з міфологією давньогрецькою, часом це були прямі запозичення, ще з тих часів, коли римляни захопили грецькі міста на італійському узбережжі. Римським правителям було властиве прихильне ставлення до чужих міфологій і релігій, і боги підкорених народів включалися до римського пантеону разом зі своєю міфологією.

### Міфологія Стародавнього Єгипту
До цієї міфології зараховуються міфи території Єгипту, що існували від додинастичного періоду і до прийняття християнства. Основними джерелами вивчення міфологічних уявлень єгиптян є різноманітні гімни богам та записи поховальних обрядів на стінах гробниць. Для єгипетської міфології характерна відсутність цілісности, паралельно могли існувати кілька міфів про те саме явище/особу. Приміфно, що вона має численні космогонічні міфи, проте мало, присвячених створенню людини.
Як говорить ця міфологія, на початку з вод Нун з'явився бог Атум у вигляді пагорба, котрий задумав створити світ. У так званій мемфіській версії творення приписується богові Птаху, а в фіванській версії — Амону. Пагорб породив чоловіче начало Шу і жіноче начало Тефнут. Ця пара привела на світ Геба (бога землі) і Нут (богиню неба), а ці двоє народили в свою чергу богів Ісіду, Нефтиду, Осіріса і Сета. Шу підняв Нут над землею і так утворилося небо. Боги створили різних істот, серед яких і людей, та лотос, з якого вийшов бог-сонце Ра і освітив світ. Проте йому доводиться щодня спускатися в підземний Ніл, де він бореться зі змієм Апепом (Апофісом), який протистоїть богам. Сет, бог пустель і зла, одного разу вбив Осіріса, але Ісіда зачала від тіла Осіріса бога Гора, що покарав вбивцю і Осіріс воскрес. Відтоді щороку природа «помирає» і «воскресає», а люди змогли так само воскресати після смерти, якщо дотримуватимуться ритуалів і праведно житимуть. Гор став першим богом-посередником між людьми та іншими богами — фараоном.

### Міфологія Стародавньої Індії
Міфологія Індії поділяється на сучасну міфологію індуїзму та давню ведійську, яка склалася наприкінці II тис. до н. е. Також виділяються буддійська і джайністська міфо-релігійні системи, які існують досі. Оскільки територію Індії населяли численні народи, їхні міфології перепліталися, як наслідок міфологія Стародавньої Індії є складною для вивчення.
Витоки ведійської міфології вбачаються дослідниками в праіндоєвропейській міфології, а чітко вона склалася в II тисячолітті до.н. е. Одним з основних джерел міфології Стародавньої Індії є епос «Махабхарата», до якої входить «Рамаяна».
За «Махабхаратою», світ виник з яйця, яке плавало у воді. З яйця вийшов Брахма, котрий розділив яйце, створивши небо і землю з його половин, після чого створив все у світі, в тому числі й богів та людей. Особливістю давньоіндійської міфології є циклічність світу: Брахма створює і руйнує світ впродовж космічних циклів кальп. Світ деградує та відроджується, але врешті-решт гине, потім виникає нове яйце і з нього — новий світ і так безкінечно.
В індуїзмі Брахма творить світ, але не є першою істотою, а його діяльність залежить від Шиви і Вішну. Вішну зберігає світ, а Шива його руйнує. Крім інших богів Брахма створює асурів, які є вічними противниками богів. Центром світу є гора Меру, навколо якої обертаються небесні світила, від неї бере початок ріка Небесний Ганг, яка переходить в Ганг земний. На вершині Меру проживають боги, а під нею — злі сили. За іншою версією центром світу є дерево Ашваттха, яке корінням закріплене у небі, а в кроні розміщені численні площини буття.

### Міфологія Стародавнього Китаю

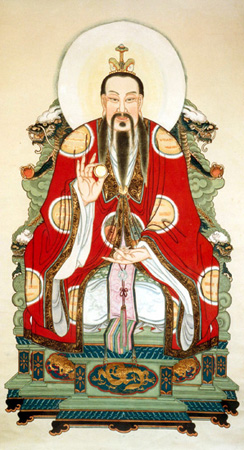
Шан-ді, котрий виступає верховним богом в кількох міфологічних системах Китаю

Китайська міфологія складається з кількох міфологічних систем, які змішалися до кінця I тисячоліття н. е. З таких систем основними виділяються давньокитайська, міфологія даосизму, буддійська і заснована на місцевих культах. Приміфною рисою китайської міфології є історизація персонажів міфів, зокрема під впливом конфуціанства. Як наслідок численні міфичні герої згодом стали сприйматися як реальні історичні особи: імператори, чиновники тощо. Основними письмовими джерелами міфології Китаю є трактати «Шу цзін» та «Шань хай цзін».
Китайська міфологія складна для вивчення через заплутаність, спричинену взаємовпливами численних народів Китаю. Так одна з космогонічних схем зводиться до того, що на початку всесвіт нагадував яйце, наповнене хаосом, в якому утворився велетень Пань-гу. Він розколов яйце, його половинки утворили небо та землю, а з тіла Пань-гу виникли світ і все в ньому, враховуючи людей. Також створення людей приписується божеставам Нюй-ва і Фу-сі. Нюй-ва — змієлюдина, створила людей з глини і впорядкувала світ, який роздирали катаклізми. Фу-сі навчив людей ремеслам, полюванню і використанню вогню. За іншою схемою, світ виник з тіла істоти Хунь Дунь, яку боги Шу і Ху вирішили наділити очима, ротом і т. д., та продірявили Хунь Дуня, чим вбили його. Роль верховного божества і владики світу відводилася Шан-ді, який впродовж історії асоціювався також з Небом, Дао або імператором Хуан-ді.
У давньокитайській міфології важливе місце відводиться міфові про потоп, який зображується як водний хаос (а не покарання, як в багатьох інших міфологіях). Приборкання потопу позначає новий етап розвитку світу. Герої Гунь викрадає у Небесного володаря чарівну землю, щоб заповнити води, але Небесний володар за це страчує його. Син Гуня Юй займається риттям каналів, облаштовує землеробство, позбавляє землю від злих істот. Відомі численні культурні герої: Фу-сі винайшов рибальські сіті, Сунь-жень — вогонь, Шень-нун — землеробство і торгівлю. Особливе місце у китайській міфології займають образи ідеальних правителів старовини, особливо Яо і його наступника Шуня, часи правління яких були Золотою добою.
Початково розрізнені образи міфології окремих давньокитайських племен і племінних груп поступово складалися в єдину систему, чому сприяв розвиток натурфілософських уявлень. З розвитком даосизму міфологія збагатилася численними образами богів, безсмертних, святих, духів, героїв місцевих культів. У міру проникнення буддизму персонажі цієї релігії стали пов'язуватися з китайськими героями. У середньовіччя відбувалася міфологізація реальних історичних діячів, перетворення їх на богів-покровителів.

### Японська міфологія

Аматерасу роздає людям злаки

Міфологія Японії включає міфи синтоїзму, буддизму, а також народні повір'я. Чимало міфів було записані в хроніці «Коджікі» і «Ніхон сьокі». Зазвичай ці міфи поділяються на три групи: про створення світу (розділення Неба і Землі, появу перших богів, Японських островів), міфи про богів Рівнини Високого Неба, і міфи про сходження на землю прародителя імператорської династії.
У японській міфології немає єдиного творця, з хаосу самі собою виникли боги-камі Аме-но Мінаканусі, Такамімусубі й Камімусубі. За ними виникли менш абстрактні боги, пов'язані природними об'єктами, утворилася неоформлена земля. Завершення космогонічного процесу позначилося появою Ідзанаґі й Ідзанамі, котрі зробили землю твердою. Одружившись, вони створили Японські острови, камі та людей, що їх населяють. Їхня дочка Аматерасу, яка сяяла світлом, отримала у володіння Рівнину Високого Неба та стала богинею сонця і землеробства. Аматерасу дала людям злаки, навчила їх вирощувати та займатися ремеслами. Коли Ідзанамі померла і опинилася в Країні Мороку, Ідзанаґі нажахався від її вигляду і втік. Розгнівана Ідзанамі пообіцяла за це відбирати в людей життя, але Ідзанаґі зробив так, щоб життя завжди перемагало смерть через народження нових людей.
Важливою складовою японської міфології є віра в надприродних істот бакемоно і йокаїв. З проникненням в Японію буддизму сформувалися міфи, які поєднували уявлення синто та буддизму, наприклад, про Сімох богів щастя.

### Германо-скандинавська міфологія

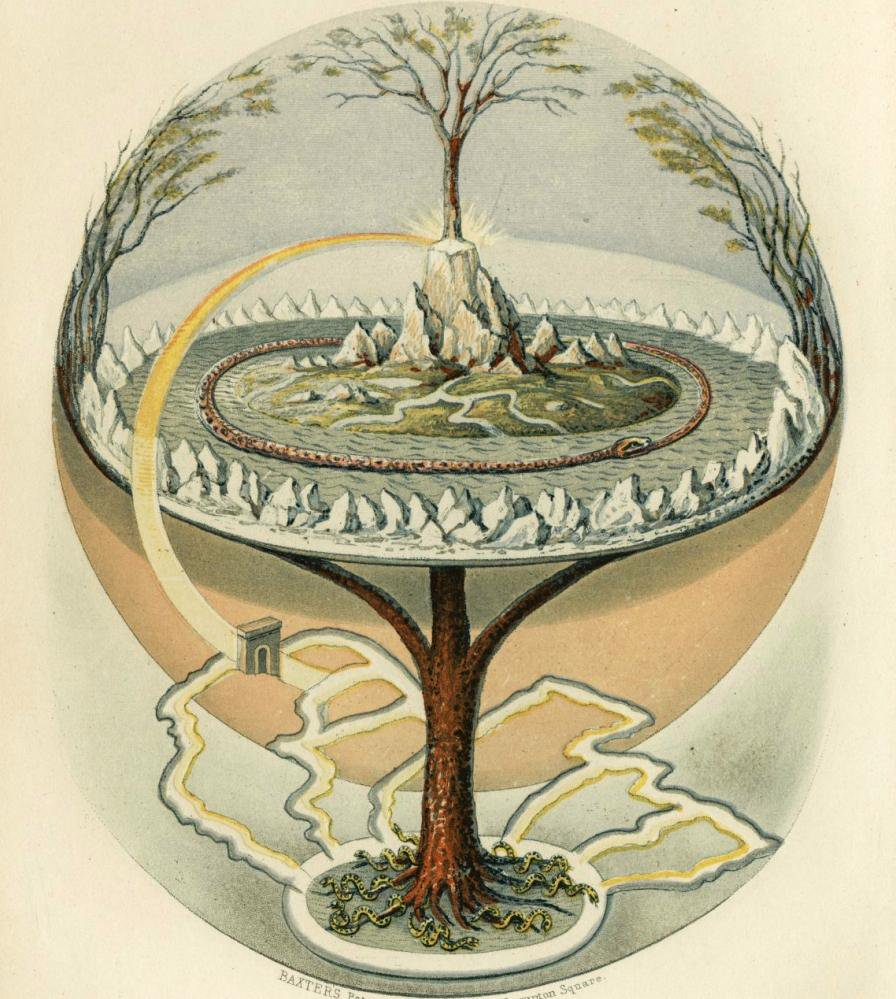
Влаштування світу за германо-скандинавською міфологією

Під германо-скандинавською міфологією розуміється збірна назва міфологій різноманітних германських племен, які проживали на території Європи від приблизно 5 століття до н. е. до прийняття християнства в X—XI століттях. Ця міфологія відома насамперед за текстами «Старшої Едди» (віршованої) і «Молодшої Едди» (прозової). Оскільки ці джерела оповідають про міфологію скандинавських народів, іноді замість терміну «германо-скандинавська» міфологія вживається просто «скандинавська».
Всесвіт в цій міфології зображено як світове дерево Іггдрасіль, на середньому рівні якого розташований людський світ Мідгард, на вищому рівні — житло богів Асгард і місце відпочинку славних померлих воїнів Вальгалла, а на нижньому — царство мертвих Хель. Асгард з іншими світами поєднує райдужний міст Біфрест, подорожувати ним можуть тільки боги.
Від змішання холоду світу Ніфльхейм з вогнем Муспелльсгайму виник велетень Імір, що породив перших людей, велетнів йотунів і богів — асів. Аси вбили Іміра, а з частин його тіла утворилися небо, земля і моря. Після цього аси впорядкували всесвіт, розділили його на окремі світи, та приборкали чудовиськ, які загрожували порядку. Одін став верховним богом, але Локі почав сіяти хаос своїми витівками. Відтоді як Локі хитрістю влаштував вбивство сина Одіна, світ став прямувати до свого кінця, в ньому поширилися війни та неправда. Колись настане остання битва богів з силами зла — Рагнарок, і світ загине. Але кілька богів виживуть і світ виникне з хаосу заново, вже без зла і страждань.

### Слов'янська міфологія

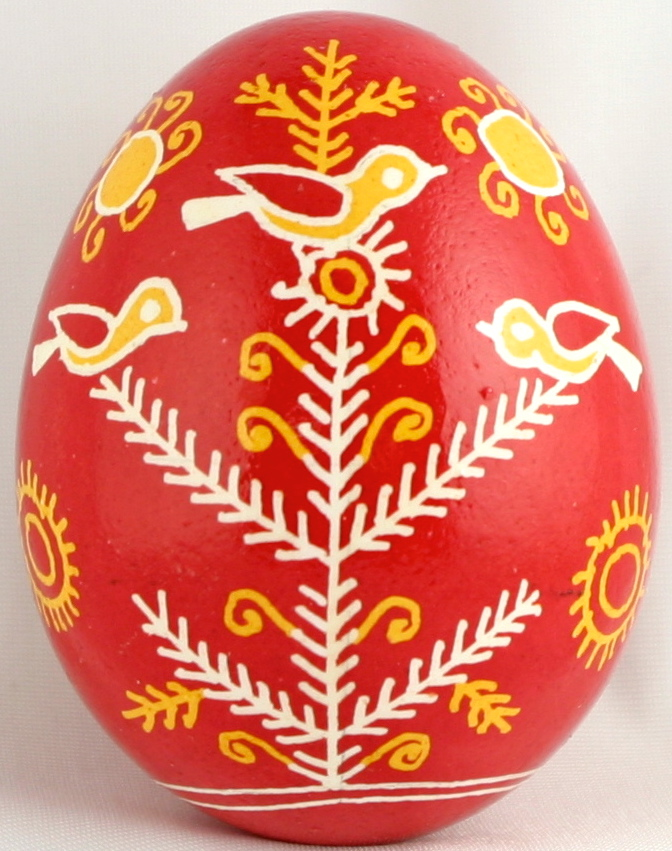
Світове дерево на українській писанці

Слов'янською міфологією називається передусім міфологія слов'ян до кінця I тисячоліття н. е. Достовірних відомостей про первісну слов'янську міфологію майже не збереглося, тому що в ті часи в слов'ян ще не було своєї писемности, яка з'явилася лише в 9 столітті разом із християнством, коли місцеві вірування вже почали витіснятися новою релігією. Проте, зі збережених історичних джерел, фольклору, народних традицій та археологічних знахідок можна приблизно судити про слов'янську міфологію. На думку дослідників, у слов'ян не було храмів і розвиненого інституту жрецтва, а були капища й ідоли просто неба. Частина міфічних істот слов'янської міфології (домовики, водяні, лісовики, русалки, змії) відомі до наших днів завдяки казкам і переказам.
Світ за слов'янською міфологією поділений на світ богів і божественних істот Прав, середній світ людей Яв, і світ мертвих Нав. Ці три світи пов'язані через Світове дерево. Пантеон і ролі богів невідомі точно, проте за пантеоном князя Володимира, утвердженому в 980 році, головними божествами виступали: Перун, Хорс, Дажбог, Стрибог, Сімаргл і Мокош. Вважається, що верховним богом був Перун, але богом-творцем був інший бог, ім'я якого достеменно невідоме. За дослідженнями раніших часів, Перуну протистояв Велес в образі змія. Окрім богів, відомі й інші міфологічні персонажі, пов'язані з сімейно-родовим культом (Род) або з сезонними обрядами (Ярило, Купала, Кострома).
Введення християнства поклало кінець офіційному існуванню слов'янської міфології, зруйнувавши її вищі рівні, персонажі яких стали розглядатися як негативні, якщо тільки не були ототожнені з християнськими святими, як Перун — зі святим Іллею, Велес — зі святим Власієм. Нижча міфологія продовжила існувати, зокрема як демонологія, віра в домовиків, лісовиків, чортів.

### Християнська міфологія

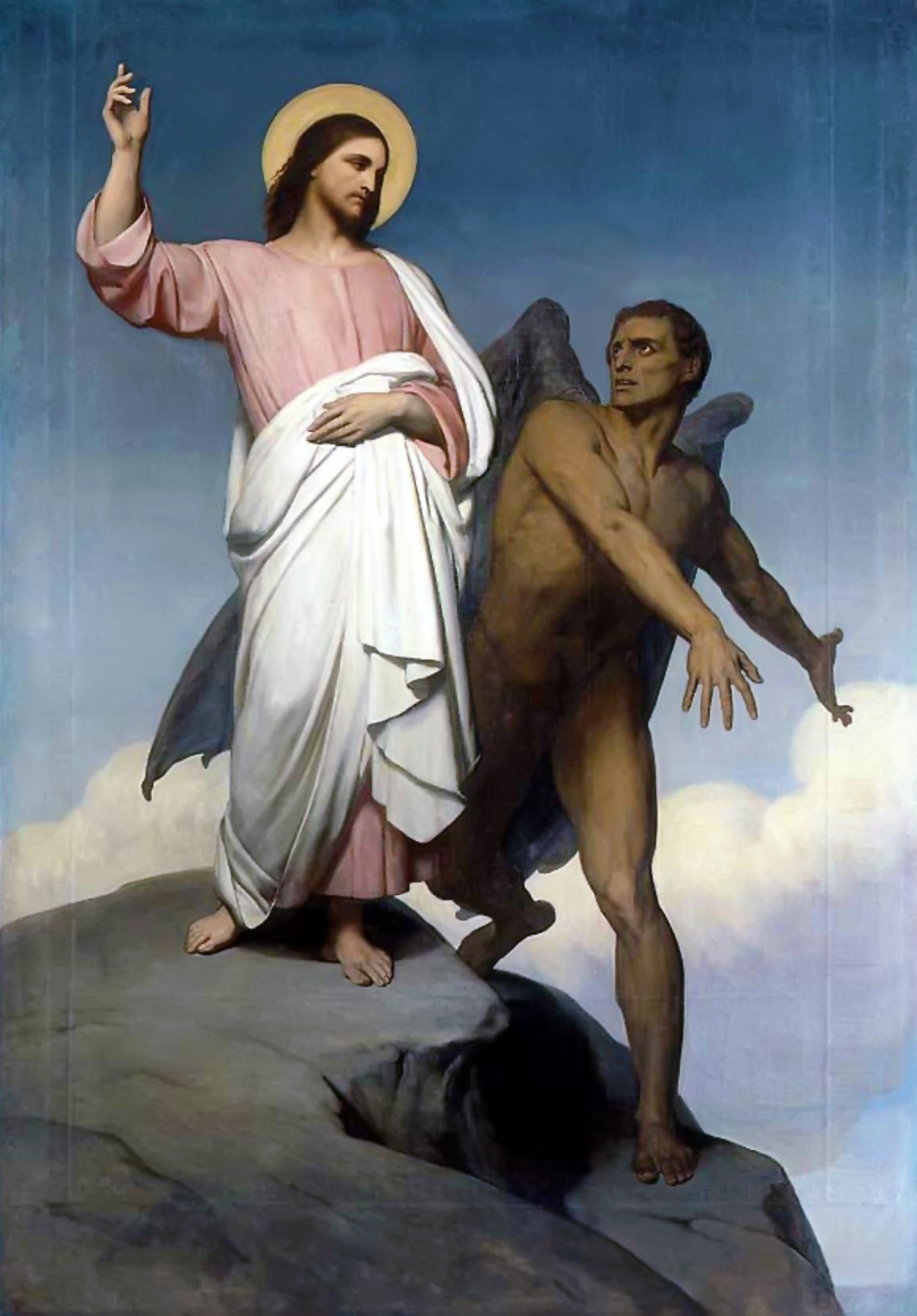
Диявол намагається спокусити Ісуса Христа

Ця міфологічна система охоплює міфи різних християнських конфесій. Використання терміна неоднозначне. В самому християнстві нерідко система притаманних йому пояснень світу протиставляється міфам. З іншого боку нерідко вважається, що в формі міфів пояснюються складні релігійні поняття.
Християнська міфологія формувалася в тісному зв'язку з юдейською та язичницькою міфологіями, що відбито у віруваннях багатьох народів, які впродовж історії прийняли християнство. В них багато елементів раніших міфологій було пристосовано для узгодження з християнством. В центрі християнської міфологічної системи перебуває віра в Ісуса Христа, який прийняв мученицьку смерть як спокутну жертву, що відкрила людям шлях до майбутнього життя, позбавленого страждань.
За основними джерелами, християнська міфологія поділяється на старозаповітну і новозаповітну. Старий Заповіт містить пояснення виникнення та оформлення світу і людини, стародавню історію людства (міфи про Всесвітній потоп, Вавилонську вежу тощо), міфологізовані відображення історичних подій, міфи соціального змісту. Новозаповітна міфологія розгортається навколо особи Ісуса Христа та містить есхатологічні міфи про кінець світу та пов'язані події. Окрім того виділяються похідні міфи католицизму, православ'я, мормонства і т.д.
Походження світу пояснюється цілеспрямованою діяльністю єдиного Бога, котрий, згідно свого задуму, створив також ангелів і людей. Один із ангелів, Люцифер (Диявол, Сатана), загордився та повстав проти Бога разом з частиною ангелів і був переможений. Він спокусив перших людей, Адама і Єву, обіцянкою зробити їх подібними до Бога і ті піддалися спокусі, за що були вигнані з початкового місця перебування, Раю. Як наслідок свого гріхопадіння люди втратили первинний безпосередній зв'язок із Богом і можливість отримати вічне життя. Проте Бог послав у світ свого сина, Ісуса Христа, який померши мученицькою смертю і воскресши, дав людям можливість так само воскреснути для вічного життя з Богом. У певний час (відомий лише Богу) історія світу завершиться, Диявол буде остаточно переможений, а всі люди які коли-небудь жили, пройдуть Страшний суд, в ході якого отримають вічне життя.
Від християнських міфів походять численні легенди європейського середньовіччя (про Вічного жида, святий Грааль тощо), «народні» християнські міфи, поєднані з язичницькими. Християнська міфологія лежить в основі найвизначніших пам'яток європейського мистецтва від середньовіччя й до Нового часу.

### Міфологія народів Америки
Міфологія народів Америки включає міфології Південної та Мезоамерики. Щодо народів Північної, окремо виділяється міфологія північноамериканських індіанців.
Найдавнішим свідченням існування міфології Мезоамерики вважаються знахідки статуеток «богині з косами» у ольмеків. З появою ранньокласових міст-держав, відбувається спеціалізація функцій божеств, зростає їх число. Навколо того чи іншого божества групуються нові міфологічні цикли, як, наприклад, про засновників міст, правлячої династії. У міфології виникають розвинені календарні та есхатологічні міфи.

## Міфологія й казки

Казки мають спільні риси з міфами, наприклад, оповідають про подвиги героїв

Казки мають багато подібних рис із міфами та часто розглядаються як профановані міфи. Вони містять, як і міфи, архетипових персонажів (наставник, герой, антагоніст, дарувальник, помічник) та сюжеті ходи (дане завдання, проходження випробувань, надприродне заступництво, боротьба з антагоністом, отримання винагороди). У такому разі виникнення казки пояснюється відривом міфу від життя суспільства з якоїсь причини, його десакралізцією та втратою зв'язку з ритуалом.
Деякі дослідники схильні називати казки однаково важливими для суспільства, як і міфи. Підставою для таких думок слугують, наприклад, подібності між випробуваннями героя казки і обрядами ініціації. Так за словами Мірча Еліаде, казка уявно продовжує ініціацію. Вона сприймається як розвага і вигадка в деміфологізованій свідомості, однак в міфологічній виділяє ті аспекти міфу, які стосуються ініціації. Володимир Пропп звертав увагу на те, що міф відрізняється від казки не за формою, а за функцією. До того ж оцінка історії як казки або міфу часто залежить від культурної належності слухача. Образи та ситуації казок можуть бути вигаданими і не мати спільного з образами та ситуаціями міфології даної культури.
Попри схожість, казка містить суттєві відмінності від міфу. Міф передбачає віру в його істинність, істинність казки не принципова або й відкрито підкреслюється, що вона є вигадкою. Якщо міф існує в міфологічному часі, казка є позаісторичною. У казці на передній план виступає соціальний аспект дій героя, а не пояснення стосунку героя до створення і зміни світу. Міф описує події, які сталися з конкретними персонажами (Геракл, Зевс) та є унікальними, герой же казки умовний (царевич, Змій; також герой може мати ім'я, як Котигорошко, але в іншій казці з тим же сюжетом фігурувати під іншим ім'ям). Крім того у міфові поведінка героя обумовлена обставинами і його характером, у казці поведінка персонажа зумовлена соціальною моделлю. Кілька міфів можуть бути продовженнями один одного, казка завжди самодостатня і не потребує продовження.

## Політична міфологія
Політична міфологія, як складова сучасної політики, трансформує теоретичні конструкти (наприклад, політичні ідеали, ідеологію в цілому) в світогляд суб'єктів політики і в такий спосіб вмонтовується в її інституційну парадигму (через політичну соціалізацію, політичну комунікацію та легітимацію політики). Політичний міф визначається як цілісне, спрощене, переважно ірраціональне відображення в індивідуальній і масовій свідомості політичної реальності та основних суспільних цінностей; як своєрідний символічний засіб їх інтерпретації, моделювання світу i соціального життя; як інструмент реалізації конкретних політичних завдань: боротьби за владу, її легітимації, утвердження нової політичної ідеології тощо.
Втрачаючи раціональний елемент, особливо в часи соціальних криз, ідеологія підпадає під уплив ірраціональних компонентів і зрештою перетворюється на політичну міфологію. Політичний міф близький до традиційного міфу за методами впливу на суспільну свідомість, оскільки апелює переважно до несвідомого, діє на рівні емоцій, не вимагаючи раціонального критичного ставлення, розраховує на нерефлексивне сприймання і беззастережну віру.

## Міфологія в мистецтві

### Міфологія в літературі

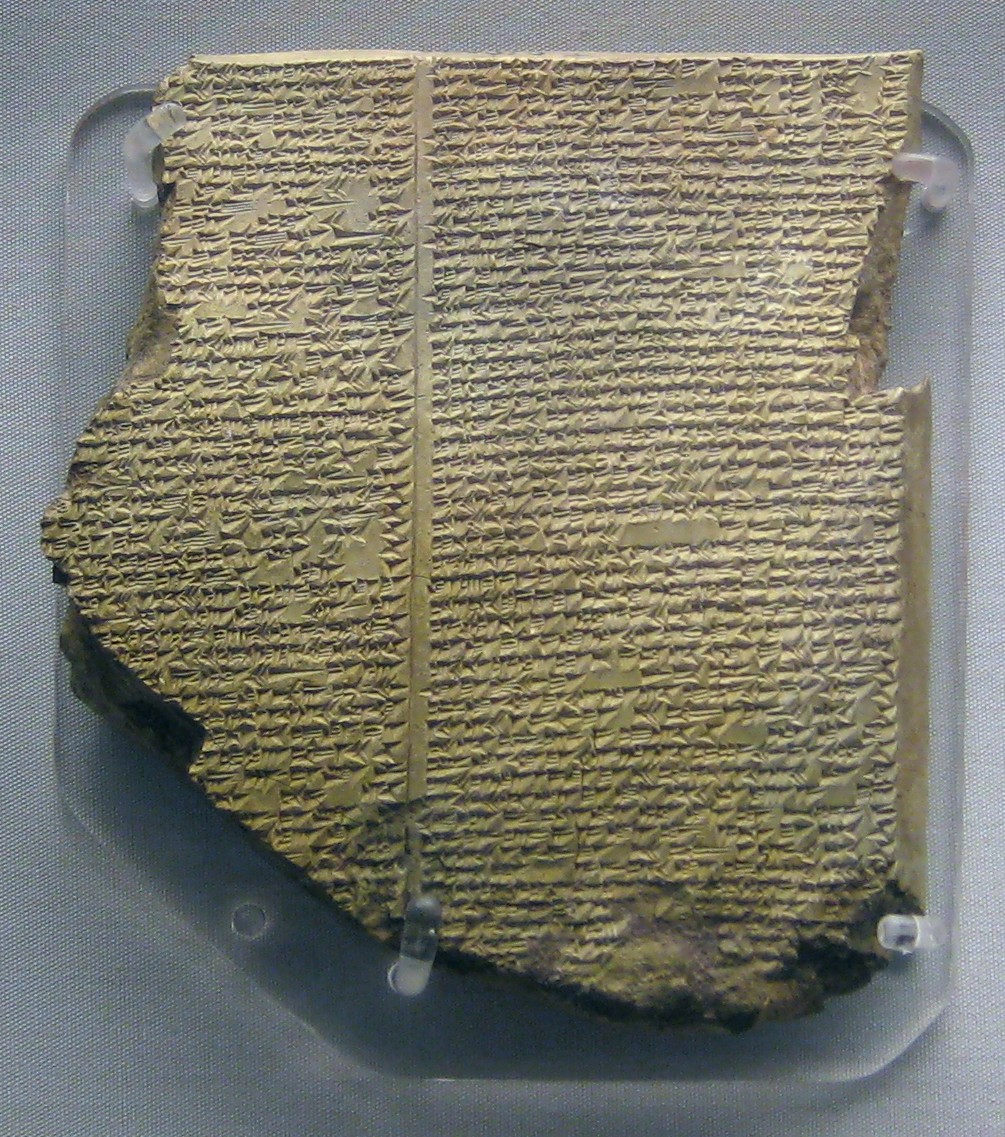
Фрагмент таблички з «Епосом про Гільгамеша»

З розвитком цивілізації і культури виникає впорядкована міфологічна картина, де людина постає героєм, а не безсилою перед природою і надприродними силами істотою. На міфології базувалися найдавніші літературні твори, як епоси та античні трагедії. Класичні форми епосу («Одіссея», «Енеїда», «Беовульф», «Пісня про Роланда»), на відміну від архаїчної епіки («Епос по Гільгамеша», «Махабгарата»), спираються на історичні перекази, оповідають не про створення та впорядкування світу, а про заснування і захист конкретних держав.
Цицерон, Квінтіліан і Діонісій Галікарнаський стверджували, що міфологія не відповідає дійсності, але чудово слугує для художнього задоволення і впливу на громадськість. Численні мислителі античності сходилися на думці, що з допомогою міфів у промовах та театрі легше переконувати людей, ніж звичайними повчаннями. Попри те, що міфичних подій ніколи не було, або вони були зовсім інакшими, тобто міфи є неправдою, ця неправда, викладена в мистецтві, може слугувати для блага. Уява і вигадка складають основу поезії і ріднять її з міфом. У ліриків під міфом малася на увазі оповідь взагалі, а вже після цього розумне переконання, повчання. Трагіки Есхіл і Софокл говорили про міф як поетичне слово, логос. Еврипід називав міфом будь-яку вигадку, в тому числі умисний обман, казку, в які вірять діти чи легковірні дорослі. Завдяки творам, що дійшли до нас, ми й знаємо про багатьох героїв давньогрецької міфології. Ці образи полюбилися європейцям своєю об'ємністю, і багато письменників протягом століть знову й знову до них поверталися. Серед популярних досі героїв Едіп, Медея, Федра, Електра, Антігона, Одісей, Прометей і багато хто інші.
У середньовіччя в Європі десакралізація античних і варварських міфів супроводжувалася зверненням до християнської міфології, виник особливий вид літератури з елементами архаїчних міфів, житія святих. Середньовічний роман і поеми значною мірою спиралися на давні уявлення, дохристиянські чи доісламські («Повість про Грааль», «Тристан та Ізольда», «Сірат Антар», «Вамік і Азра»). В X—XII століттях в Японії виникає особливий роман, заснований на казці («Такеторі моногатарі», «Отікубо моногатарі»). У середньовічному романі існує низка архетипових міфологем, такі як: здобуття чарівного предмета в іншому світі, викрадення і повернення жінки, боротьба проти хаосу, цар-жрець, ініціація царя.
За ренесансного гуманізму з передновели середньовіччя, заснованої на казках, анекдотах, виникає новела. У творчості багатьох письменників Відродження художньо використовувалася народна карнавальна культура, переосмислені античні міфи, наприклад, у Франсуа Рабле, Вільяма Шекспіра. У Сервантеса, Аріосто, середньовічний лицарський роман стає об'єктом іронічної інтерпретації. В XVI—XVII століттях виникають «вічні образи»: Гамлет, Дон Кіхот, Дон Жуан. Вони стають зразками для подальших творів, подібно як раніше ними були герої античних трагедій.
Романтична новела стала використовувати фантастичні елементи міфу й казки, мотиви фаталізму. Використання казкової традиції призводить до створення гібридного жанру — романтичної казки-новели. Тік, Брентано, Ейхендорф, Гофман — схрещують новелу і чарівну казку, змінюючи при цьому традиційні мотиви. Так у Гофмана дія розгортається в двох планах — реальному і фантастичному. Фантастичне то протистоїть реальному, то слугує його метафорою. В XIX столітті спостерігається посилення ролі християнської міфології, витіснення її образами, темами, античних. Разом з тим активізувалися ідеї богоборництва, демонізму. Герой-богоборець, палий янгол, стають поширеними персонажами, породжуючи дійсну новітню міфологію. Виникає так званий неоміфологізм, зокрема у Вагнера, що проявляється в прагненні за допомогою архетипових музично-міфологічних лейтмотивів висловити «вічну» проблематику.

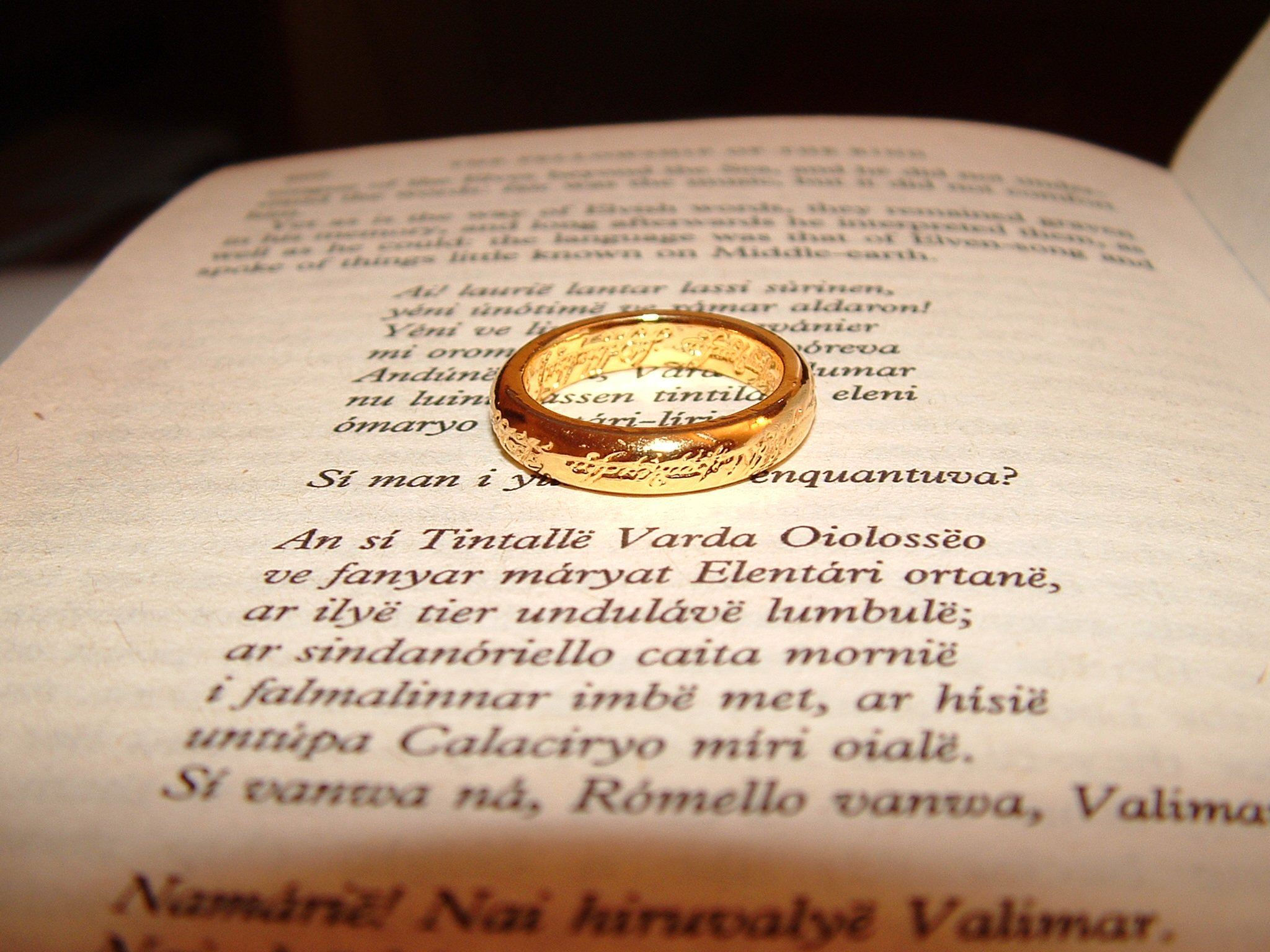
Сторінка «Володаря перснів» — роману, що містить міфологію вигаданого світу

У літературі XX століття «міфологізм» виступав як художній засіб, він виявляв вічні й незмінні принципи, приховані у повсякденності. Основні представники міфологічного роману XX Джеймс Джойс і Томас Манн. Так в «Уліссі» Джойса герої зіставляються з міфологічними персонажами гомерівського епосу, буденні предмети постають талісманами і чудовиськами сучасної цивілізації. міфологічною визначається творчість Кафки за постановку проблеми умов і сенсу людського існування, непоясненних сил, які визначають людське життя.
Двадцяте століття продемонструвало широку ідеологічну, політичну та наукову міфологізацію.У прозі та драматургії у XIX—XX століть сформувалася фантастика в сучасному розумінні, поділившись на фентезі, наукову фантастику та жахи. Такі твори, особливо їх серії, вибудовували вигадані світи, які мали вигадані міфології як наслідування архаїчних міфологій, або ж цілком раціональних пояснень їх влаштування і походження («Володар Перснів», «Сильмариліон», «Пригоди Конана-варвара», «Фундація», міфи Ктулху) тощо. Причини їх популярності вбачаються у великому значенні фантастики як засобу пропаганди, почасти ескапізму від світу, що надто швидко розвивається, та високій виразності фантастики.

### Міфологія в образотворчому мистецтві

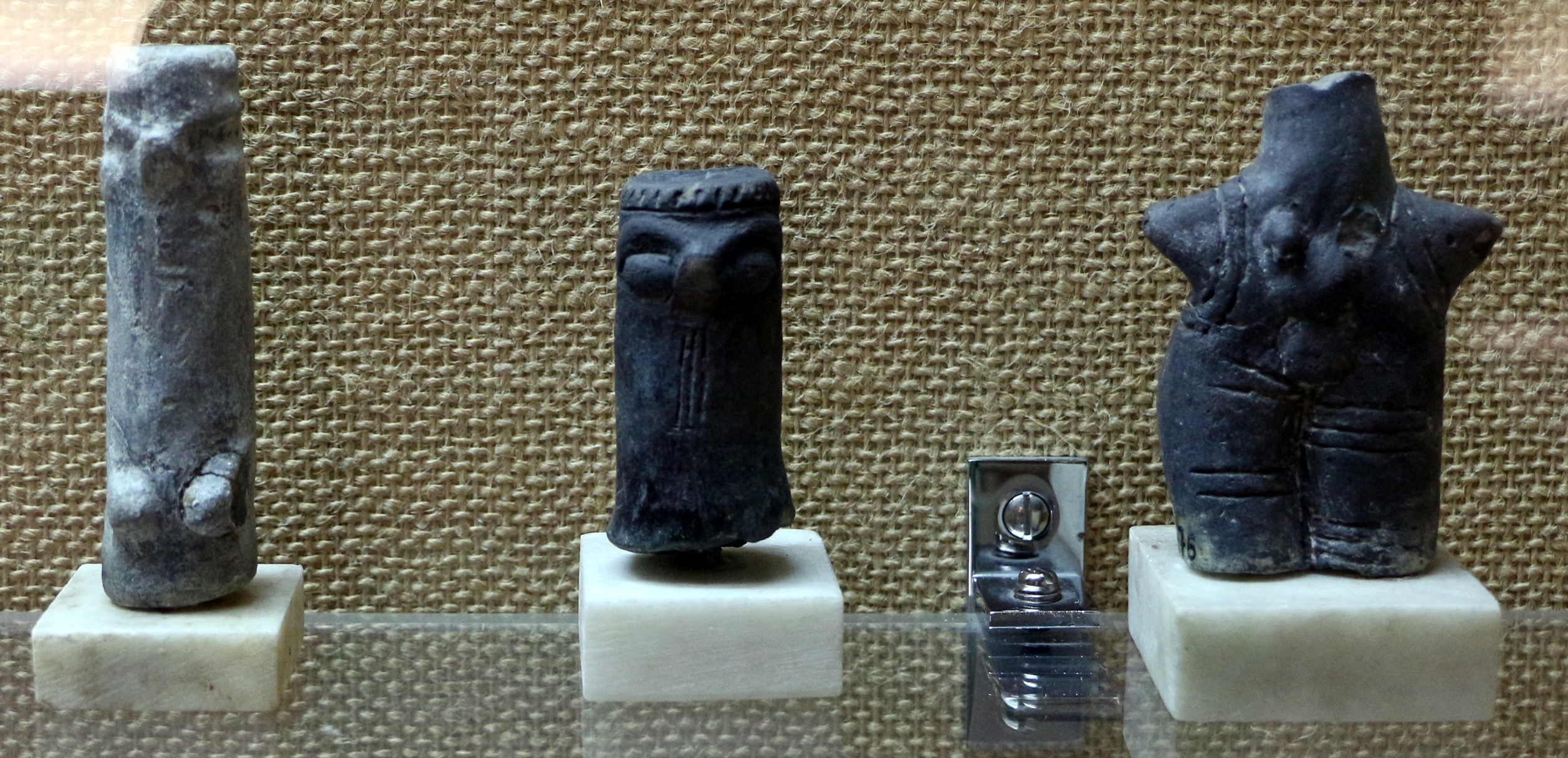
Неолітичні ідоли

Існує тісний зв'язок між міфологічними об'єктами, персонажами, і творами, які їх зображають. Зразковим у цьому плані вважається античне мистецтво з його керамікою, скульптурою і гліптикою, але численні культури створювали власні твори образотворчого мистецтва, що стосувалися міфології. Найдавніші твори, що стосуються міфологічного світогляду й ритуалу, відомі з часів палеоліту і володіли чітким символізмом.
Фактично давнє мистецтво було невіддільним від культу і його твори мислилися як тотожні тому, що вони зображали. Так, на території Межиріччя ідолів божеств годували і обмивали, здійснювали з ними весільні церемонії, ніби ці ідоли були живими істотами.
У пізнішому образотворчому мистецтві виділяється особливий міфологічний жанр, у якому міфологічні образи відділяються від релігійного культу. Часом його зародження вважається античність, а формується він в епоху Відродження. Так, на античній побутовій кераміці V—IV століття зображалися сцени з міфів, нерідко боги й герої малювалися у святковому образі, де вони бенкетують. Зі становленням полісної системи богів та духів символізували колони храмів, а потім виготовлялися і їхні статуї. Страховиська, вирізьблені з каменю, такі як медуза Горгона, слугували для відлякування злих сил. Але з часом виникають і зображення людей, в тому числі в образах міфічних героїв.

«Народження Венери» Сандро Боттічеллі

Зображенню міфічних сюжетів і божеств присвячували твори митці епохи Відродження: Леонардо да Вінчі (бюст богині Флори), Сандро Боттічеллі («Народження Венери», «Весна»), Тиціан («Венера перед дзеркалом») та ін.
У символістів міф у мистецтві, в тому числі образотворчому, відроджується як «сум» за релігією. Декотрі мислителі припускали, що мистецтво здатне створити нові форми релігії, більш виразні, ніж християнство чи будь-які інші.
В рамках політичної, ідеологічної міфології, яка сильно розвинулася в XX столітті, набуло розвитку масове, агітаційне мистецтво, монументальні скульптури.